# Arthrophytum
Arthrophytum là chi thực vật có hoa trong họ Amaranthaceae.